# Sillwegbach
Der Sillwegbach ist ein Nebenfluss der Mur und gehört damit zum Flusssystem der Donau. Er durchfließt den Sillweger Graben, nimmt dann den Rinachbach auf, und mündet in Rattenberg in den Rattenbergerbach Umleitungsgerinne, der in den Rattenbergerbach mündet; dieser vereinigt sich in Flatschach mit dem Flatschacherbach zum Linderbach.